# José María San Martín y Ulloa

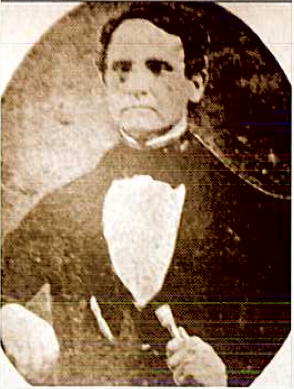
José María San Martín y Ulloa

José María San Martín y Ulloa, kurz José María San Martín (* 29. März 1811 in Nacaome, Honduras; † 12. August 1857 in  Chalatenango, El Salvador) war 1852 und vom 15. Februar 1854 bis 1. Februar 1856 Präsident von El Salvador.

## Leben
Er war der Sohn von Joaquín de San Martín y Ulloa. In seiner Kindheit, zog seine Familie nach Chalatenango. Er begann das Studium der Philosophie an der Universidad de San Carlos de Guatemala.
1832 kam er als Abgeordneter ins Parlament der Provinz El Salvador.
1834 trat er in die Armee ein. Anfang 1834 erklärter sein Vater Joaquín de San Martín y Ulloa die Loslösung der Provinz El Salvador von der Zentralamerikanischen Konföderation, worauf José Francisco Morazán Quezada nach El Salvador einmarschieren ließ und die Truppen von Joaquín de San Martín y Ulloa am Río Jiboa am 23. Juni 1834 schlagen ließ.
Darauf ging die Familie San Martín y Ulloa ins Exil nach Mexiko. Nach dem Ende der Zentralamerikanischen Konföderation kehrten sie 1840 nach El Salvador zurück und José María San Martín wurde in El Salvador als Oberstleutnant eingestellt.
1842 versuchte er einen Putsch gegen Francisco Malespín, welcher scheiterte, worauf José María San Martín ins Exil nach Honduras ging.
Er kehrte 1845 nach El Salvador zurück. Am 16. Mai 1846, ernannte ihn Präsident Eugenio Aguilar, zum Minister für Finanzen und Krieg. Diese Ämter bekleidete San Martin bis zum 19. September 1847. Im Jahr 1850 wurde er ins Parlament gewählt, dem er von 1851 bis 1853 vorsaß. Vom 30. Januar bis zum 1. Februar 1852 war er Präsident von El Salvador.
Ende 1853 wurde er für zwei Jahre zum Präsidenten gewählt. Das Amt übernahm er am 15. Februar.
Im April 1854 verursachte ein Erdbeben große Schäden in San Salvador, worauf der Regierungssitz nach Cojutepeque verlegt wurde und die Gründung von Nueva San Salvador, dem heutigen Santa Tecla dekretiert wurde um als Hauptstadt aufzubauen.
Am 14. Februar 1855 dekretierter er die Gründung des Departamento von Chalatenango. Er beauftragte Isidro Menéndez die gültigen Gesetze von El Salvador zu sammeln.
Gegenüber der konservativen Regierung von José Rafael Carrera Turcios in Guatemala verhielt er sich friedlich. Im Kabinett seines Nachfolgers im Amt des Präsidenten, Rafael Campo war José María San Martín 1856 Kriegsminister.
1857 brachten die salvadorenischen Truppen, welche gegen die Filibusteropiraten von William Walker gekämpft hatten, eine Cholera-Epidemie mit nach El Salvador. José María San Martín y Ulloa versuchte mit seiner Familie, auf seine Hazienda San Cristóbal in Chalatenango zu entweichen. Zuerst starben seine Töchter Concepción und Dolores und kurz darauf José María selbst an Cholera.